# In League with Satan
In League with Satan è un'antologia su due dischi della band heavy metal britannica Venom, pubblicata nel maggio del 2002.

## Tracce
Disco 1
1. Intro Tape 83/84
2. In League With Satan
3. Live Like an Angel, Die Like a Devil
4. Welcome to Hell
5. Poison
6. Witching Hour
7. One Thousand Days in Sodom
8. Angel Dust
9. Blood Lust
10. In Nomine Satanas
11. Venom Radio I.D. One
12. Black Metal
13. To Hell and Back
14. Buried Alive
15. Teacher's Pet
16. Heaven's on Fire
17. Countess Bathory
18. Die Hard
19. Acid Queen
20. Bursting Out

Disco 2
1. Intro Tape 85/86
2. Warhead
3. Lady Lust
4. Seven Gates of Hell, The
5. At War With Satan - (TV Ad)
6. Rip Ride
7. Genocide
8. Stand up and Be Counted
9. At War With Satan - (TV Ad)
10. Aaaaarghhh
11. Manitou
12. Woman
13. Dead of Night
14. Nightmare
15. Satanarchist
16. F.O.A.D.
17. Moonshine
18. Radio ID Two
19. Wing and Prayer
20. Possessed
21. Power Drive
22. Burn This Place